# Barrali
Barrali – miejscowość i gmina we Włoszech, w regionie Sardynia, w prowincji Sud Sardynia. Graniczy z Donori, Ortacesus, Pimentel, Samatzai i Sant'Andrea Frius.
Według danych na rok 2004 gminę zamieszkiwało 1076 osób, 97,8 os./km².